# Paul Alsberg
Paul Alsberg (né Paul Avraham Alsberg le 7 février 1883 et mort le 2 février 1965) est un médecin et anthropologue allemand.

## Biographie
Après des études de médecine, Paul Alsberg, juif allemand, devient bactériologue. En 1934, en raison des lois raciales du pays, il émigre avec son épouse en Angleterre. Ses recherches sont consignées dans un ouvrage principal intitulé Das Menscheitsrätsel. Versuch einer prinzipiellen Lösung (L'Énigme de l'humanité) qui paraît pour la première fois en 1922. Avec cet ouvrage consacré à l'anthropogénèse, il jette les bases de ce qui deviendra le courant de l'anthropologie philosophique qui sera développée d'abord par Max Scheler puis par Helmuth Plessner et Arnold Gehlen. 
Sa pensée biosociologique aura une influence considérable sur l'anthropologue et sociologue Dieter Claessens qui s'inspire de ses idées dans Das Konkrete und das Abstrakte (Suhrkamp, Frankfurt am Main, 1980; rééd. 1993), son ouvrage le plus marquant. Récemment, le philosophe allemand Peter Sloterdijk, reprenait certaines thèses de Paul Alsberg dans son essai intitulé  La Domestication de l'Être.

## Publications
- Das Menschheitsrätsel : Versuch einer prinzipiellen Lösung, Dresden : Sibyllen-Verlag, 1922.
  - Neue völlig umgearb. Aufl., Wien [IX, Sensengasse 4] ; Leipzig : Sensen-Verl, [1937].
- traduction anglaise sous le titre: In quest of man : a biological appraoch to the problem of man's place in nature, Oxford ; New York : Pergamon Press, « The Commonwealth and international library: zoology division  », [1970].

### Posthume
- Der Ausbruch aus dem Gefängnis - zu den Entstehungsbedingungen des Menschen, kommentiert von Hartmut und Ingrid Rötting. Hrsg. u. mit einem Vorw. versehen von Dieter Claessens, Gießen, 1985 (Neuausgabe von Das Menschheitsrätsel)